# Campionat d'Europa de futbol
El Campionat d'Europa de futbol, sovint conegut com a Eurocopa de Futbol, i oficialment UEFA European Football Championship, és la competició oficial de futbol que enfronta seleccions de futbol nacionals o estatals del continent europeu.
La competició s'ha celebrat cada quatre anys des del 1960, excepte el 2020, quan es va ajornar a causa de la pandèmia de COVID-19. Originàriament, s'anomenà Copa Europea de Nacions, però el 1968 ja adoptà el nom de Campionat d'Europa de futbol. És organitzat per la UEFA i se celebra cada quatre anys amb eliminatòries prèvies i una fase final que té lloc en un país amfitrió.
Els 17 torneigs del Campionat d'Europa han estat guanyats per deu seleccions nacionals: Espanya ha guanyat quatre títols, Alemanya en té 3, França i Itàlia en tenen dos, i la Unió Soviètica, Txecoslovàquia, Països Baixos, Dinamarca, Grècia i Portugal han guanyat un títol cadascuna. Fins ara, Espanya és l'únic equip de la història que ha aconseguit revalidar un títol, aconseguint-ho el 2008 i el 2012. És el segon torneig de futbol més vist del món després de la Copa Mundial de la FIFA. La final de l'Euro 2012 va ser vista per un públic mundial d'uns 300 milions.
El campió actual és Espanya, que va vèncer a Anglaterra 2-1 en la final de l'edició del 2024, aconseguint així la seva quarta Eurocopa.

## Trofeu

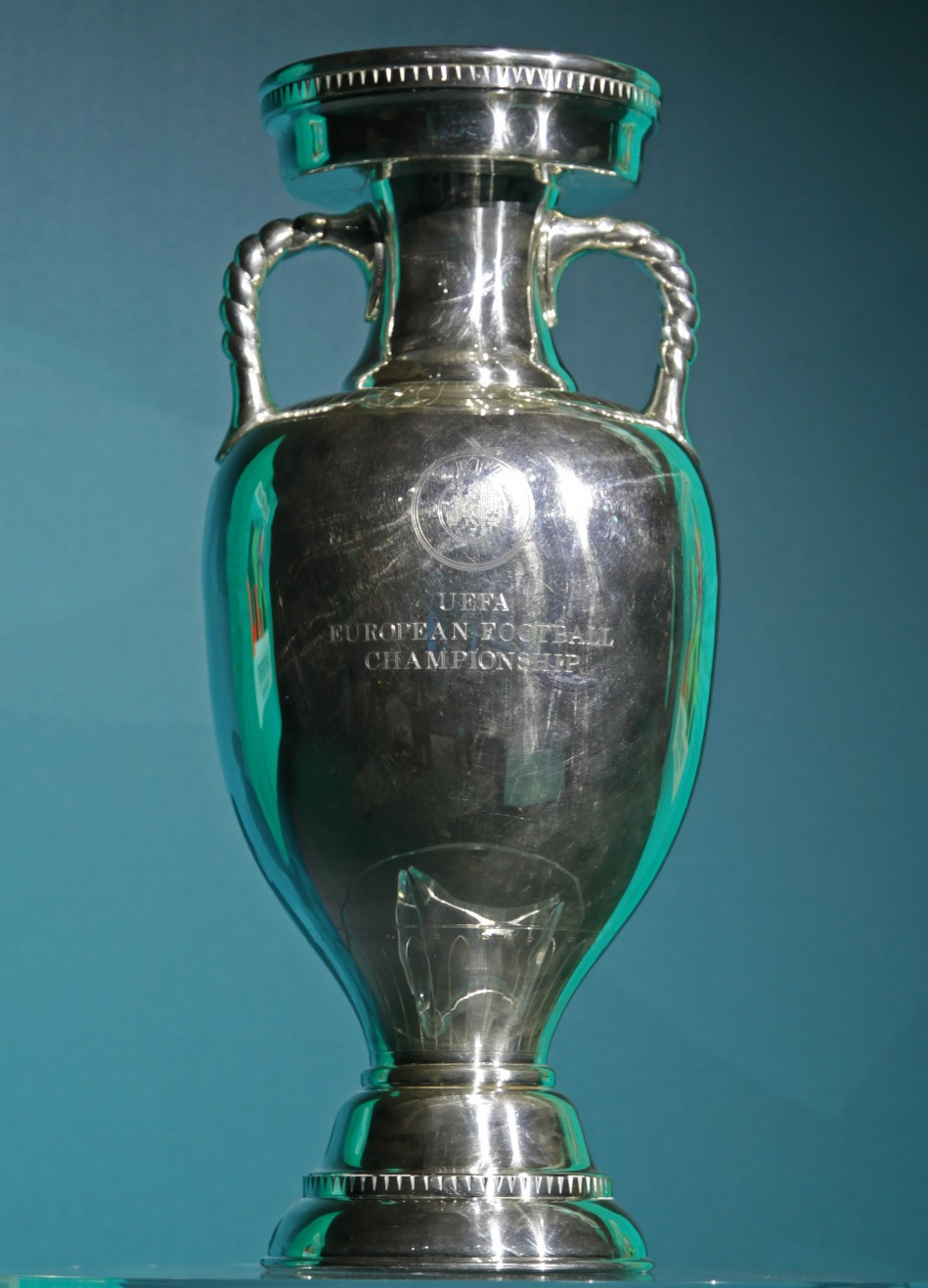
L'actual trofeu

El Trofeu Henri Delaunay, que s'atorga al guanyador del Campionat d'Europa, és nomenat en honor d'Henri Delaunay, el primer secretari general de la UEFA, a qui se li va ocórrer la idea d'un campionat europeu però que va morir cinc anys abans del primer torneig el 1960. El seu fill, Pierre, va ser l'encarregat de crear el trofeu.
Per al torneig de 2008 es va remodelar el Trofeu Henri Delaunay per fer-lo més gran, ja que l'antic trofeu havia quedat eclipsat pels altres trofeus de la UEFA, com la nova Lliga de Campions de la UEFA. El nou trofeu, fabricat en plata de llei, pesa 8 quilograms i fa 60 centímetres d'alçada; és 2 quilograms més pesat i 18 centímetres més gran que l'antic. Es va retirar el sòcol de marbre que feia de base. La nova base de plata del trofeu es va haver d'ampliar per fer-lo estable. Els noms dels països guanyadors que havien aparegut a les plaques enganxades al sòcol ara estan gravats a la part posterior del trofeu.
Als jugadors i entrenadors de l'equip guanyador i de l'equip subcampió se'ls atorguen medalles d'or i plata, respectivament. Cada associació que competeix al torneig final rep una placa commemorativa. Cada semifinalista perdedor, així com cada finalista, reben una placa dedicada. Tot i que ja no hi ha un tercer lloc de play-off, la UEFA va decidir en l'edició del 2008 atorgar als perdedors de les semifinals (Turquia i Rússia) les medalles de bronze, i va fer el mateix en l'edició del 2012 quan Alemanya i Portugal van rebre medalles de bronze. Amb tot, la UEFA va decidir que els semifinalistes ja no rebrien medalles a partir de l'edició del 2016.

## Resultats
| Any          | Seu                                                        |                  | Final            | Final            | Final            |                  | Partit pel tercer lloc / Semifinalistes | Partit pel tercer lloc / Semifinalistes | Partit pel tercer lloc / Semifinalistes |
|              |                                                            | Campió           | Resultat         | Segon Lloc       | Tercer Lloc      | Resultat         | Quart Lloc                              |                                         |                                         |
| 1960 Detalls | França                                                     | URSS             | 2 - 1 (pr.)      | Iugoslàvia       | Txecoslovàquia   | 2 - 0            | França                                  |                                         |                                         |
| 1964 Detalls | Espanya                                                    | Espanya          | 2 - 1            | URSS             | Hongria          | 3 - 1            | Dinamarca                               |                                         |                                         |
| 1968 Detalls | Itàlia                                                     | Itàlia           | 1 - 1 /2 - 0     | Iugoslàvia       | Anglaterra       | 2 - 0            | URSS                                    |                                         |                                         |
| 1972 Detalls | Bèlgica                                                    | Alemanya Federal | 3 - 0            | URSS             | Bèlgica          | 2 - 1            | Hongria                                 |                                         |                                         |
| 1976 Detalls | Iugoslàvia                                                 | Txecoslovàquia   | 2 - 2 (5 - 3 p.) | Alemanya Federal | Països Baixos    | 3 - 2 (pr.)      | Iugoslàvia                              |                                         |                                         |
| 1980 Detalls | Itàlia                                                     | Alemanya Federal | 2 - 1            | Bèlgica          | Txecoslovàquia   | 1 - 1 (9 - 8 p.) | Itàlia                                  |                                         |                                         |
| 1984 Detalls | França                                                     | França           | 2 - 0            | Espanya          | Dinamarca        | i                | Portugal                                |                                         |                                         |
| 1988 Detalls | Alemanya Federal                                           | Països Baixos    | 2 - 0            | URSS             | Alemanya Federal | i                | Itàlia                                  |                                         |                                         |
| 1992 Detalls | Suècia                                                     | Dinamarca        | 2 - 0            | Alemanya         | Països Baixos    | i                | Suècia                                  |                                         |                                         |
| 1996 Detalls | Anglaterra                                                 | Alemanya         | 2 - 1 (g-o)      | República Txeca  | Anglaterra       | i                | França                                  |                                         |                                         |
| 2000 Detalls | Bèlgica i Països Baixos                                    | França           | 2 - 1 (g-o)      | Itàlia           | Països Baixos    | i                | Portugal                                |                                         |                                         |
| 2004 Detalls | Portugal                                                   | Grècia           | 1 - 0            | Portugal         | Països Baixos    | i                | República Txeca                         |                                         |                                         |
| 2008 Detalls | Àustria i Suïssa                                           | Espanya          | 1 - 0            | Alemanya         | Rússia           | i                | Turquia                                 |                                         |                                         |
| 2012 Detalls | · Polònia i Ucraïna                                        | Espanya          | 4 - 0            | Itàlia           | Alemanya         | i                | Portugal                                |                                         |                                         |
| 2016 Detalls | França                                                     | Portugal         | 1 - 0 (pr.)      | França           | Alemanya         | i                | Gal·les                                 |                                         |                                         |
| 2020 Detalls | · Europa                                                   | Itàlia           | 1 - 1 (3 - 2 p.) | Anglaterra       | Dinamarca        | i                | Espanya                                 |                                         |                                         |
| 2024 Detalls | Alemanya                                                   | Espanya          | 2 - 1            | Anglaterra       | França           | i                | Països Baixos                           |                                         |                                         |
| 2028 Detalls | · Anglaterra, Escòcia, Irlanda, Irlanda del Nord i Gal·les |                  |                  |                  |                  |                  |                                         |                                         |                                         |

NOTA: Des de 1980 no es juguen partits per a definir el tercer lloc, el tercer i el quart lloc apareixen en ordre alfabètic.
- pr. — pròrroga
- g.o. — gol d'or
- p. — llançament de penals

## Palmarès històric
| Equip           | Títols                     | Subcampió            | Tercer lloc    | Semifinalista              | Quart lloc |
| --------------- | -------------------------- | -------------------- | -------------- | -------------------------- | ---------- |
| Espanya         | 4 (1964, 2008, 2012, 2024) | 1 (1984)             | -              | 1 (2020)                   | -          |
| Alemanya        | 3 (1972, 1980, 1996)       | 3 (1976, 1992, 2008) | -              | 3 (1988, 2012, 2016)       | -          |
| Itàlia          | 2 (1968, 2020)             | 2 (2000, 2012)       | -              | 1 (1988)                   | 1 (1980)   |
| França          | 2 (1984, 2000)             | 1 (2016)             | -              | 2 (1996, 2024)             | 1 (1960)   |
| Rússia/URSS     | 1 (1960)                   | 3 (1964, 1972, 1988) | -              | 1 (2008)                   | 1 (1968)   |
| Portugal        | 1 (2016)                   | 1 (2004)             | -              | 3 (1984, 2000, 2012)       | -          |
| Països Baixos   | 1 (1988)                   | -                    | 1 (1976)       | 4 (1992, 2000, 2004, 2024) | -          |
| Dinamarca       | 1 (1992)                   | -                    | -              | 2 (1984, 2020)             | 1 (1964)   |
| Txecoslovàquia  | 1 (1976)                   | -                    | 2 (1960, 1980) | -                          | -          |
| Grècia          | 1 (2004)                   | -                    | -              | -                          | -          |
| Anglaterra      | -                          | 2 (2020, 2024)       | 1 (1968)       | 1 (1996)                   | -          |
| Iugoslàvia      | -                          | 2 (1960, 1968)       | -              | -                          | 1 (1976)   |
| Bèlgica         | -                          | 1 (1980)             | 1 (1972)       | -                          | -          |
| República Txeca | -                          | 1 (1996)             | -              | 1 (2004)                   | -          |
| Hongria         | -                          | -                    | 1 (1964)       | -                          | 1 (1972)   |
| Suècia          | -                          | -                    | -              | 1 (1992)                   | -          |
| Turquia         | -                          | -                    | -              | 1 (2008)                   | -          |
| Gal·les         | -                          | -                    | -              | 1 (2016)                   | -          |

## Edició a edició
| Any                       | Any                       | Any                       | 1960              | 1964    | 1968   | 1972    | 1976                                       | 1980   | 1984              | 1988     | 1992   | 1996       | 2000          | 2004     | 2008      | 2012        | 2016        | 2020        | 2024        | Entre parèntesis, l'última vegada que va assolir cada nivell Els "+N" són les participacions i assoliments formant part d'un altre Estat | Entre parèntesis, l'última vegada que va assolir cada nivell Els "+N" són les participacions i assoliments formant part d'un altre Estat | Entre parèntesis, l'última vegada que va assolir cada nivell Els "+N" són les participacions i assoliments formant part d'un altre Estat | Entre parèntesis, l'última vegada que va assolir cada nivell Els "+N" són les participacions i assoliments formant part d'un altre Estat | Entre parèntesis, l'última vegada que va assolir cada nivell Els "+N" són les participacions i assoliments formant part d'un altre Estat | Entre parèntesis, l'última vegada que va assolir cada nivell Els "+N" són les participacions i assoliments formant part d'un altre Estat |
| Seu                       | Seu                       | Seu                       | Bandera de França | Espanya | Itàlia | Bèlgica | República Federal Socialista de Iugoslàvia | Itàlia | Bandera de França | Alemanya | Suècia | Anglaterra | Bèlgica       | Portugal | Àustria   | Polònia     | França      | Europa      | Alemanya    | Entre parèntesis, l'última vegada que va assolir cada nivell Els "+N" són les participacions i assoliments formant part d'un altre Estat | Entre parèntesis, l'última vegada que va assolir cada nivell Els "+N" són les participacions i assoliments formant part d'un altre Estat | Entre parèntesis, l'última vegada que va assolir cada nivell Els "+N" són les participacions i assoliments formant part d'un altre Estat | Entre parèntesis, l'última vegada que va assolir cada nivell Els "+N" són les participacions i assoliments formant part d'un altre Estat | Entre parèntesis, l'última vegada que va assolir cada nivell Els "+N" són les participacions i assoliments formant part d'un altre Estat | Entre parèntesis, l'última vegada que va assolir cada nivell Els "+N" són les participacions i assoliments formant part d'un altre Estat |
| Seu                       | Seu                       | Seu                       | Bandera de França | Espanya | Itàlia | Bèlgica | República Federal Socialista de Iugoslàvia | Itàlia | Bandera de França | Alemanya | Suècia | Anglaterra | Països Baixos | Portugal | Suïssa    | Ucraïna     | França      | Europa      | Alemanya    | Entre parèntesis, l'última vegada que va assolir cada nivell Els "+N" són les participacions i assoliments formant part d'un altre Estat | Entre parèntesis, l'última vegada que va assolir cada nivell Els "+N" són les participacions i assoliments formant part d'un altre Estat | Entre parèntesis, l'última vegada que va assolir cada nivell Els "+N" són les participacions i assoliments formant part d'un altre Estat | Entre parèntesis, l'última vegada que va assolir cada nivell Els "+N" són les participacions i assoliments formant part d'un altre Estat | Entre parèntesis, l'última vegada que va assolir cada nivell Els "+N" són les participacions i assoliments formant part d'un altre Estat | Entre parèntesis, l'última vegada que va assolir cada nivell Els "+N" són les participacions i assoliments formant part d'un altre Estat |
| Participants              | Participants              | Participants              | 4                 | 4       | 4      | 4       | 4                                          | 8      | 8                 | 8        | 8      | 16         | 16            | 16       | 16        | 16          | 24          | 24          | 24          | Participacions | Top 16 | Top 8 | Top 4 | Finalista | Campió |
| URSS                      | CEI                       | Rússia                    | C                 | SC      | 4a     | SC      |                                            |        |                   | SC       | FG     | FG         |               | FG       | SF        | FG          | FG          | FG          |             | 6(2020)+1+5 | 4(2012)+1+5 | 1(2008)+1+5 | 0+5(1988) | 0+4(1988) | 0+1(1960) |
| URSS                      | CEI                       | Ucraïna                   | C                 | SC      | 4a     | SC      |                                            |        |                   | SC       | FG     |            | FG            | FG       | QF        | FG          | 4(2024)+1+5 | 1(2020)+1+5 | 1(2020)+1+5 | 0+5(1988) | 0+4(1988) | 0+1(1960) | | | |
| URSS                      | Letònia                   | Letònia                   | C                 | SC      | 4a     | SC      |                                            |        |                   | SC       | FG     |            |               |          |           |             | 1(2004)+5   | 1(2004)+5   | 0+5(1988)   | 0+5(1988) | 0+4(1988) | 0+1(1960) | | | |
| URSS                      | Geòrgia                   | Geòrgia                   | C                 | SC      | 4a     | SC      |                                            |        |                   | SC       |        |            |               |          |           | VF          | 1(2024)+5   | 1(2024)+5   | 0+5(1988)   | 0+5(1988) | 0+4(1988) | 0+1(1960) | | | |
| Iugoslàvia                | Croàcia                   | Croàcia                   | SC                |         | SC     |         | 4a                                         |        | FG                |          |        | QF         |               | FG       | QF        | FG          | VF          | VF          | FG          | 7(2024)+4 | 6(2020)+4 | 2(2008)+4 | 0+3(1976) | 0+2(1968) | 0 |
| Iugoslàvia                | Rep. Fed. de Iugoslàvia   | Sèrbia                    | SC                |         | SC     |         | 4a                                         | QF     | FG                |          |        |            |               |          | FG        | 1(2024)+1+4 | 0+1(2000)+4 | 0+1(2000)+4 | 0+3(1976)   | 0+2(1968) | 0 | | | | |
| Iugoslàvia                | Macedònia del Nord        | Macedònia del Nord        | SC                |         | SC     |         | 4a                                         |        | FG                |          |        |            |               | FG       |           | 1(2020)+4   | 0+4(1984)   | 0+3(1976)   | 0+3(1976)   | 0+2(1968) | 0 | | | | |
| Iugoslàvia                | Eslovènia                 | Eslovènia                 | SC                |         | SC     |         | 4a                                         | FG     | FG                |          |        |            |               |          | VF        | 2(2024)+4   | 2(2024)+4   | 0+4(1984)   | 0+3(1976)   | 0+2(1968) | 0 | | | | |
| Txecoslovàquia            | Txecoslovàquia            | República Txeca           | 3a                |         |        |         | C                                          | 3a     |                   |          |        | SC         | FG            | SF       | FG        | QF          | FG          | QF          | FG          | 8(2024)+3 | 6(2020)+3 | 4(2020)+3 | 2(2004)+3 | 1(1996)+1 | 0+1(1976) |
| Txecoslovàquia            | Txecoslovàquia            | Eslovàquia                | 3a                |         |        |         | C                                          | 3a     |                   |          |        | VF         | FG            | VF       | 3(2024)+3 | 2(2024)+3   | 0+3(1980)   | 0+3(1980)   | 0+1(1976)   | 0+1(1976) | | | | | |
| França                    | França                    | França                    | 4a                |         |        |         |                                            |        | C                 |          | FG     | SF         | C             | QF       | FG        | QF          | SC          | VF          | SF          | 11(2024) | 11(2024) | 9(2024) | 6(2024) | 3(2016) | 2(2000) |
| Espanya                   | Espanya                   | Espanya                   |                   | C       |        |         |                                            | FG     | SC                | FG       |        | QF         | QF            | FG       | C         | C           | VF          | SF          | C           | 12(2024) | 12(2024) | 11(2024) | 6(2024) | 5(2024) | 4(2024) |
| Hongria                   | Hongria                   | Hongria                   |                   | 3a      |        | 4a      |                                            |        |                   |          |        |            |               |          |           |             | VF          | FG          | FG          | 5(2024) | 3(2016) | 2(1972) | 2(1972) | 0 | 0 |
| Dinamarca                 | Dinamarca                 | Dinamarca                 |                   | 4a      |        |         |                                            |        | SF                | FG       | C      | FG         | FG            | QF       |           | FG          |             | SF          | VF          | 10(2024) | 10(2024) | 6(2020) | 4(2020) | 1(1992) | 1(1992) |
| Itàlia                    | Itàlia                    | Itàlia                    |                   |         | C      |         |                                            | 4a     |                   | SF       |        | FG         | SC            | FG       | QF        | SC          | QF          | C           | VF          | 11(2024) | 11(2024) | 8(2020) | 6(2020) | 4(2020) | 2(2020) |
| Anglaterra                | Anglaterra                | Anglaterra                |                   |         | 3a     |         |                                            | FG     |                   | FG       | FG     | SF         | FG            | QF       |           | QF          | VF          | SC          | SC          | 11(2024) | 11(2024) | 9(2024) | 4(2024) | 2(2024) | 0 |
| Alemanya Federal/Alemanya | Alemanya Federal/Alemanya | Alemanya Federal/Alemanya |                   |         |        | C       | SC                                         | C      | FG                | SF       | SC     | C          | FG            | FG       | SC        | SF          | SF          | VF          | QF          | 14(2024) | 14(2024) | 11(2024) | 9(2016) | 6(2008) | 3(1996) |
| Bèlgica                   | Bèlgica                   | Bèlgica                   |                   |         |        | 3a      |                                            | SC     | FG                |          |        |            | FG            |          |           |             | QF          | QF          | VF          | 7(2024) | 7(2024) | 5(2020) | 2(1980) | 1(1980) | 0 |
| Països Baixos             | Països Baixos             | Països Baixos             |                   |         |        |         | 3a                                         | FG     |                   | C        | SF     | QF         | SF            | SF       | QF        | FG          |             | VF          | SF          | 11(2024) | 11(2024) | 9(2024) | 6(2024) | 1(1988) | 1(1988) |
| Grècia                    | Grècia                    | Grècia                    |                   |         |        |         |                                            | FG     |                   |          |        |            |               | C        | FG        | QF          |             |             |             | 4(2012) | 4(2012) | 3(2012) | 1(2004) | 1(2004) | 1(2004) |
| Portugal                  | Portugal                  | Portugal                  |                   |         |        |         |                                            |        | SF                |          |        | QF         | SF            | SC       | QF        | SF          | C           | VF          | QF          | 9(2024) | 9(2024) | 8(2024) | 4(2016) | 2(2016) | 1(2016) |
| Romania                   | Romania                   | Romania                   |                   |         |        |         |                                            |        | FG                |          |        | FG         | QF            |          | FG        |             | FG          |             | VF          | 6(2024) | 5(2024) | 2(2000) | 0 | 0 | 0 |
| República d'Irlanda       | República d'Irlanda       | República d'Irlanda       |                   |         |        |         |                                            |        |                   | FG       |        |            |               |          |           | FG          | VF          |             |             | 3(2016) | 3(2016) | 1(1988) | 0 | 0 | 0 |
| Suècia                    | Suècia                    | Suècia                    |                   |         |        |         |                                            |        |                   |          | SF     |            | FG            | QF       | FG        |             | FG          | VF          |             | 6(2020) | 5(2020) | 2(2004) | 1(1992) | 0 | 0 |
| Escòcia                   | Escòcia                   | Escòcia                   |                   |         |        |         |                                            |        |                   |          | FG     | FG         |               |          |           |             |             | FG          | FG          | 4(2024) | 2(1996) | 1(1992) | 0 | 0 | 0 |
| Suïssa                    | Suïssa                    | Suïssa                    |                   |         |        |         |                                            |        |                   |          |        | FG         |               | FG       | FG        |             | VF          | QF          | QF          | 6(2024) | 6(2024) | 2(2024) | 0 | 0 | 0 |
| Bulgària                  | Bulgària                  | Bulgària                  |                   |         |        |         |                                            |        |                   |          |        | FG         |               | FG       |           |             |             |             |             | 2(2004) | 2(2004) | 0 | 0 | 0 | 0 |
| Turquia                   | Turquia                   | Turquia                   |                   |         |        |         |                                            |        |                   |          |        | FG         | QF            |          | SF        |             | FG          | FG          | QF          | 6(2024) | 4(2024) | 3(2024) | 1(2008) | 0 | 0 |
| Noruega                   | Noruega                   | Noruega                   |                   |         |        |         |                                            |        |                   |          |        |            | FG            |          |           |             |             |             |             | 1(2000) | 1(2000) | 0 | 0 | 0 | 0 |
| Àustria                   | Àustria                   | Àustria                   |                   |         |        |         |                                            |        |                   |          |        |            |               |          | FG        |             | FG          | VF          | VF          | 4(2024) | 3(2024) | 0 | 0 | 0 | 0 |
| Polònia                   | Polònia                   | Polònia                   |                   |         |        |         |                                            |        |                   |          |        |            |               |          | FG        | FG          | QF          | FG          | FG          | 5(2024) | 3(2016) | 0 | 0 | 0 | 0 |
| Albània                   | Albània                   | Albània                   |                   |         |        |         |                                            |        |                   |          |        |            |               |          |           |             | FG          |             | FG          | 2(2024) | 0 | 0 | 0 | 0 | 0 |
| Gal·les                   | Gal·les                   | Gal·les                   |                   |         |        |         |                                            |        |                   |          |        |            |               |          |           |             | SF          | VF          |             | 2(2020) | 2(2020) | 1(2016) | 1(2016) | 0 | 0 |
| Irlanda del Nord          | Irlanda del Nord          | Irlanda del Nord          |                   |         |        |         |                                            |        |                   |          |        |            |               |          |           |             | VF          |             |             | 1(2016) | 1(2016) | 0 | 0 | 0 | 0 |
| Islàndia                  | Islàndia                  | Islàndia                  |                   |         |        |         |                                            |        |                   |          |        |            |               |          |           |             | QF          |             |             | 1(2016) | 1(2016) | 1(2016) | 0 | 0 | 0 |
| Finlàndia                 | Finlàndia                 | Finlàndia                 |                   |         |        |         |                                            |        |                   |          |        |            |               |          |           |             |             | FG          |             | 1(2020) | 0 | 0 | 0 | 0 | 0 |